# كونشا منديز
كونشا منديز (بالإسبانية: Concha Méndez)‏ هي كاتِبة وشاعرة إسبانية، ولدت في 27 يوليو 1898 في مدريد في إسبانيا، وتوفيت في 7 ديسمبر 1986 في مدينة مكسيكو في المكسيك.

## وصلات خارجية
- كونشا منديز على موقع IMDb (الإنجليزية)
- كونشا منديز على موقع الموسوعة البريطانية (الإنجليزية)
- كونشا منديز على موقع ميوزك برينز (الإنجليزية)